# Beffroi de Caromb
Le beffroi de Caromb est un beffroi situé à Caromb, dans le Vaucluse. 

## Histoire
La tour de l'horloge de Caromb est construite en 1562. Adossé à la maison communale, qui tenant lieu de mairie jusqu'en 1926, elle servait également de tour de guet. La partie basse a également servie, un temps, de prison. Pour surélever les clochers, donc les villageois entendaient mal le son, un campanile a été ajouté au sommet de la tour en 1783.
Le beffroi est inscrit au titre des monuments historiques depuis le 12 septembre 1952.

## Bâtiment